# Tritoniopsis triticea
Tritoniopsis triticea es una especie de planta perenne, bulbosa, oriunda de Sudáfrica que se incluyen  dentro de la subfamilia Crocoideae de las iridáceas.

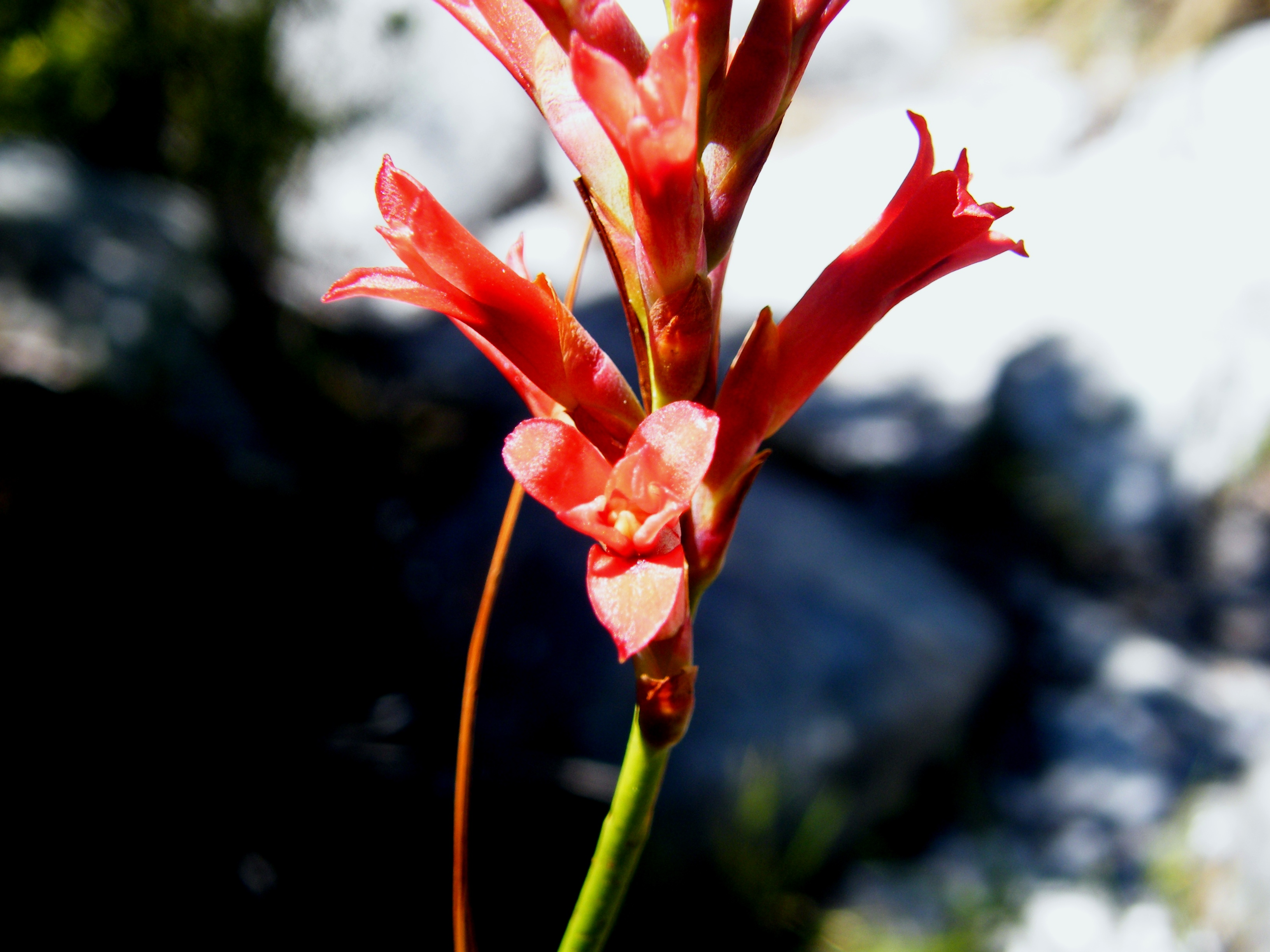
Detalle de la flor

## Descripción
Tritoniopsis triticea, es una planta herbácea perennifolia, geofita que alcanza un tamaño de 0.5 - 0.8 m de altura. Se encuentra a una altitud de 15 - 1000 metros en Sudáfrica.

## Distribución
Tritoniopsis triticea, se encuentra en rocas de granito y pendientes arenisca en el noroeste y suroeste de la Provincia del Cabo y en el centro de Langeberg. Las flores escarlata están en un pico denso. Florece de verano al otoño.

## Taxonomía
Tritoniopsis triticea fue descrita por (Burm.f.) Goldblatt y publicado en South African Journal of Botany 56: 580. 1990.
Etimología
Tritoniopsis: nombre genérico compuesto que significa "similar al género Tritonia".
triticea: epíteto
Sinonimia
- Anapalina triticea (Burm.f.) N.E.Br.
- Antholyza lucidior L.f.
- Antholyza lucidor Baker
- Antholyza triticea (Burm.f.) N.E.Br.
- Gladiolus lucidior (L.f.) Baker
- Homoglossum lucidior (L.f.) Baker
- Ixia triticea Burm.f.
- Watsonia lucens Pers.
- Watsonia lucidior (L.f.) Eckl.
- Watsonia tigrina Eckl.[5][6]